# D'oh-in' in the Wind
«D'oh-in' in the Wind» —«Oh, en el viento» en España y «D'oh en el viento» en Hispanoamérica— es el sexto episodio de la décima temporada de la serie animada Los Simpson, emitido por primera vez en Estados Unidos el 15 de noviembre de 1998 en FOX. La trama comienza con Homer viajando a una granja que dirigen dos hippies de edad avanzada, que eran amigos de su madre. Allí descubrirá su hasta entonces desconocido nombre intermedio, «Jay», mientras que se va acostumbrando al estilo de vida libre de preocupaciones de los hippies, terminando por convertirse en uno.
Donick Cary escribió el guion del cortometraje, mientras que Mark Kirkland corrió a cargo de la dirección, con la asistencia de Matthew Nastuk, que asumió las funciones de dirección en un par de secuencias debido a la eventual ausencia de Kirkland, que se encontraba en proceso de divorcio durante el rodaje. En el episodio se revela el nombre medio de Homer, «Jay», un tributo a los personajes de The Rocky and Bullwinkle Show, concretamente, a la inicial de Jay Ward.
En una práctica habitual de la serie, destacan las estrellas invitadas, que en este caso fueron Martin Mull y George Carlin en los roles de Seth y Munchie, respectivamente. El guionista de la serie Ron Hauge propuso a Carlin con la intención de conocerle personalmente, aunque finalmente no fue a la sesión de grabación con ambos invitados. En su primera emisión, 8.3 millones de telespectadores visualizaron el episodio y, tras el lanzamiento de la colección de la décima temporada en formato DVD, recibió valoraciones mixtas.

## Sinopsis
Al comienzo del episodio, el Sr. Burns intenta abrir un frasco de pepinillos, para lo que solicita ayuda de sus empleados, pero ni él ni nadie de la central nuclear consigue abrir el bote. Como consecuencia, el jefe decide contratar empleados más fuertes, por lo que se pone a rodar un anuncio con Lenny, Carl y Homer. Satisfecho Homer con su gran labor durante el rodaje del corto publicitario, decide convertirse en actor. Según rellena la solicitud del Sindicato de Actores de Cine, Bart le señala que no ha completado su nombre intermedio, ya que solo ha escrito una «J». Homer reconoce que no lo conoce, por lo que le pregunta a su padre, el abuelo Simpson, quien también lo ignora —afirma que él estaba para los azotes—, pero sabe dónde encontrarlo. Es así como ponen rumbo a una granja dirigida por dos hippies, Seth y Munchie, que fueron amigos de la madre de Homer, Mona, cuando ella también pertenecía al movimiento. Al llegar allí, los dueños señalan un mural inspirado en el festival de Woodstock donde está escrito el nombre completo del protagonista: «Homer Jay Simpson». Posteriormente, cuando este ve la vida libre de preocupaciones que tendría si fuese un hippie, decide convertirse en uno.
En consecuencia, Homer se viste con un viejo poncho que le había dejado su madre y se hace con un frisbee como parte de su atuendo hippie, con el que visita la granja para jugar con Seth y Munchie. La diversión termina pronto, ya que estos últimos tienen que volver a su trabajo como dueños de la empresa de zumo orgánico más popular de Springfield. Por esta razón, Homer les acusa de no ser hippies y les convence para que se unan a una «fiesta loca [por] los viejos tiempos», pero cuando vuelven al establo ven que este está lleno de zumo derramado y botellas rotas —debido a que el frisbee de Homer había atascado la máquina procesadora—. Furiosos, le recuerdan a Homer que no es, ni fue y, a ese paso, nunca será un hippie.
Por la noche, Homer planea arreglar todo el destrozo y así reconciliarse con Seth y Munchie. Entra en su jardín y recolecta todas las verduras con las que se hace el zumo, con la intención de continuar con la producción y ponerlo de nuevo a la venta en el pueblo. No obstante, debido a que los vegetales disponibles eran insuficientes, hace uso sin percatarse de sus «vegetales personales», por lo que cualquiera que beba el producto sufrirá alucinaciones. De esta circunstancia se hace eco el jefe de policía Wiggum, quien ordena rodear la granja. Homer se enfrenta a la policía para defender a sus compañeros y el orgullo hippie recordando a los agentes los valores que se enseñaban en los años 1960, y les coloca una flor en cada uno de los cañones de las pistolas. Sin embargo, Wiggum dispara la suya y le clava la planta en la frente a Homer. Ya en el hospital, el Dr. Hibbert dice que no puede quitársela porque no es jardinero.

## Producción
«D'oh-in' in the Wind» fue escrito por Donick Cary, mientras que la dirección corrió a cargo de Mark Kirkland y Matthew Nastuk. Fue el propio Cary quien concibió el argumento, ya que opinaba que sería buena idea ver cómo los ciudadanos de Springfield sufrían alucinaciones. En la trama se destaca la revelación del nombre intermedio de Homer, «Jay», que es un «tributo» a personajes animados como Bullwinkle J. Moose y Rocket J. Squirrel de The Rocky and Bullwinkle Show, quienes consiguieron sus iniciales por Jay Ward, si bien los guionistas tardaron tres días en inclinarse por tal nombre. En un principio, se suponía que Kirkland iba a ser el único director del episodio; sin embargo, estaba inmerso en ese momento en un divorcio que «no vi[o] venir», por lo que nombró a su asistente de dirección, Matthew Nastuk, como principal responsable en su lugar. No obstante, tras dirigir una escena, este último manifestó sentirse «aterrado» y quiso que Kirkland volviese al equipo, una vez se sintiese mejor y se recuperase de la separación, ya que afirmó que «[Kirkland] amaba» trabajar en el episodio. Tras su reincorporación, pudo relacionar la historia con acontecimientos de su vida personal, debido a que creció en un «tipo de escuela comunitaria hippie» a finales de los años sesenta y principio de los setenta, mientras que muchos de los de los escenarios del capítulo están inspirados en el estado de Vermont, Estados Unidos, donde, según él, muchos «exhippies» vivían.
Los actores cómicos Martin Mull y George Carlin interpretaron a los dos hippies, Seth y Munchie, respectivamente, pese a que inicialmente el equipo de producción no estaba seguro sobre la voz del segundo. Aunque tenían claro que Mull se encargaría de Seth, para su acompañante el equipo sufría «[un] poco de atasco», hasta que Carlin fue sugerido por el guionista Ron Hauge quien «realmente quería conocer[le]», si bien al final la sesión de grabación se hizo en otro lugar. Por su parte, Scully mencionó que Mull y Carlin eran «algunos de los tipos más divertidos que jamás hayan existido», y que cuando grabaron sus líneas hubo «mucha diversión», ya que lo hicieron simultáneamente, situación que no suele suceder con otras estrellas invitadas. También es de resaltar que, a pesar de que los diseños de ambos personajes no están basados en alguien en particular, sus estilos de peinado tienen ligeras similitudes con los de Jerry Greenfield y Ben Cohen, propietarios de la empresa de heladería, Ben & Jerry's. A su vez, el miembro habitual del reparto Dan Castellaneta interpretó al cómico Bob Hope, además de poner también la voz de Homer y otros personajes, mientras que la actriz estadounidense Tress MacNeille puso la voz de Jill St. John y Phyllis Diller. La versión psicodélica del tema principal de la serie que suena durante los créditos fue interpretada por Yo La Tengo, una banda de rock alternativo estadounidense, cuyos miembros eran amigos de Cary.